# The Credibility Gap
The Credibility Gap est une troupe humoristique américaine active entre 1968 et 1979. Ils émergent en commentant de façon humoristique les nouvelles pour la station de radio rock de Los Angeles, KRLA 1110 et continue à développer des satires plus élaborées et plus ambitieuses pour la station « confidentielle » de KPPC-FM à Pasadena en Californie.
Fondé comme un collectif libre centré sur les membres de l’équipe de KRLA, Lew Irwin, John Gilliland, Thom Beck, Richard Beebe et le chanteur de folk Len Chandler, le groupe est aujourd'hui principalement connu pour sa composition de 1971 à 1979, comprenant Richard Beebe, Harry Shearer, David Lander et Michael McKean.

## Historique

### Lew Irwin and The Credibility Gap (1968)
The Credibility Gap provient d'un groupe formé par Lew Irwin et Cliff Vaughs,. La station radiophonique de Los Angeles KRLA 1110 embauche le responsable des nouvelles Lew Irvwin afin qu'il fonde The Credibility Gap avec ses collègues John Gilliland, Thom Beck, Richard Beebe et le chanteur de folk Len Chandler. Ils adoptent leur nom avec une expression datant de la guerre du Viêt Nam « credibility gap » (en français « déficit de crédibilité »), un euphémisme pour qualifier la malhonnêteté politique, et commentent les nouvelles sur KRLA. Ils sont diffusés pour la première le 26 août 1968 pour les primaires présidentielles de Californie. Cette même année ils sortent, sous le nom de « Lew Irwin and The Credibility Gap », l'album An Album of Political Pornography chez Blue Thumb Records, qui reprend les points forts de leurs sketchs radiodiffusés. Thom Beck quitte le groupe à la fin de l'année 1968 et Harry Shearer le remplace. Lew Irwin part quelques mois plus tard et est remplacé par David Lander en février 1969.

### The Credibility Gap (1969-1979)
En 1969, The Credibility Gap se produit sur le documentaire musical de KRLA Pop Chronicles,. À ce moment-là, John Gilliland et Len Chandler quittent le groupe, et sont remplacés par Bob Goodwin,,. Richard Beebe est alors le seul membre original toujours présent, et comme le professionnel des journaux radiodiffusés est parti, The Credibility Gap est dirigé exclusivement par des comédiens. Bob Goodwin reste avec le groupe pendant environ un an, mais à la fin de l'année 1970, The Credibility Gap est constitué de Richard Beebe, Harry Shearer et David Lander,.
KRLA se sépare de The Credibility Gap en 1970, mais Harry Shearer trouve un emploi en tant que disc jockey sur la station indépendante KPPC à Pasadena et le groupe y continue ses sketchs,,. En 1971, le trio sort l'album Woodschtick, consistant en deux longues pièces se rapprochant du style du Firesign Theatre. Michael McKean écrit et joue sur cet album, avant d'intégrer l'équipe à part entière. Quelques acteurs sont également invités pendant cette période sur des sketchs du groupe comme Christopher Ross, Morgan Upton et Albert Brooks. Mark Deming écrira sur cette transition :

« À la fin de l'année 1968, Thom Beck quitte le groupe et Lew Irwin le suit fin 1969 […]. Harry Shearer et David L. Lander rejoignent le Credibility Gap en leur absence […]. En 1970, Len Chandler et John Gilliland se sont éloignés du Credibility Gap et […] Michael McKean, rejoint l'équipe, bien que les relations de la troupe avec KRLA se soient dégradées et que leur performance soit passé de 15 minutes à seulement 180 secondes. Cependant, après que Shearer ait décroché un emploi en tant que disc jockey sur une station FM « informelle », Credibility Gap a trouvé une nouvelle maison sur cette station et la satire du groupe a gagné à la fois en netteté et en profondeur. »

— Mark Deming.
KPPC licencie toute son équipe, dont les membres du Credibility Gap, à cause de leur changement de format en 1971. N'étant plus diffusé à la radio, le groupe commencent à se produire dans divers clubs et salles de concert,. Ils retournent également en studio en 1972 pour enregistrer un single chez Warner Bros., un mini opéra rock parodique de quatre minutes intitulé Something For Mary.
Le Credibility Gap enregistre également l'album A Great Gift Idea en 1974, qui mêle sketchs satiriques et parodies musicales. Michael McKean et Harry Shearer y jouent respectivement de la guitare et du clavier, accompagnés par les membres du groupe Little Feat.
Richard Beebe quitte le groupe en 1975. Le groupe continue à se produire jusqu'en 1979, mais dès 1976, ses membres tendent à se concentrer davantage sur des projets personnels, et le groupe ne fait que des apparitions sporadiques et largement espacées. Richard Beebe reste dans les nouvelles radiophoniques, Michael McKean et David Lander obtiennent des rôles pour la série télévisée Laverne and Shirley qui est diffusée de 1976 à 1983, et Harry Shearer travaille en tant que consultant pour la série Fernwood 2 Night et coécrit des albums comiques et le long métrage de 1979 Real Life avec Albert Brooks. The Credibility Gap sort un single, The Day the Lights Stayed on in Pittsburgh, en 1977 et continue leurs parades du Nouvel An jusqu'au 1er janvier 1979. Les temps forts de ces parades sont rassemblés sur l'album de 1979 Floats. Une sélection de leur travail radiophoniques du début est compilée en 1977 sur The Bronze Age of Radio.
Harry Shearer devient acteur et scénariste pour le Saturday Night Live en septembre 1979. Ce travaille nécessitant qu'Harry Shearer déménage à New York, les activités du Credibility Gap ont alors cessé.

### Après The Credibility Gap
Le groupe de dissout en 1979, mes ses différents membres ont souvent eu l'occasion de travailler ensemble depuis, notamment le duo Michael McKean et David Lander qui incarnent Lenny et Squiggy dans la sitcom Laverne and Shirley, et Harry Shearer et Michael McKean en tant que membres du groupe de rock parodique Spinal Tap. Trois des membres survivants ont tenu une conférence en 1999 à Musée de la télévision et de la radio.